# Sonet 53 (William Szekspir)

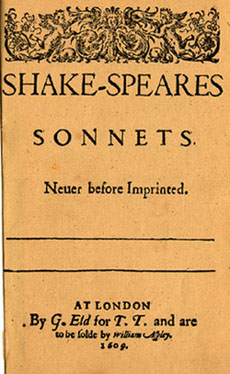
Strona tytułowa pierwszego wydania sonetów Shakespeare’a

Sonet 53 (Czym jesteś, z czego ciebie uczyniono) - jeden z cyklu sonetów autorstwa Williama Shakespeare’a. Po raz pierwszy został opublikowany w 1609 roku.

## Treść
W sonecie tym podmiot liryczny, który przez niektórych badaczy jest utożsamiany z autorem, pokazuje jak pięknym człowiekiem jest tajemniczy młodzieniec.
Utwór ten zawiera także odniesienia do mitologii greckiej, pojawiają się w nim postaci takie jak Helena czy Adonis.